# 美国商务部长
美國商務部長（英語：United States Secretary of Commerce）是美國商務部的首長，負責領導該部門並執行與促進國內外貿易、經濟增長、技術創新及數據統計等相關政策。商務部長是美國總統內閣成員之一，由美國總統提名，須經美國參議院確認後任命。其主要職責包括監督國家經濟統計與普查、制定貿易政策、推動出口、管理知識產權事務、發展產業與技術，以及促進美國在全球市場的競爭力。

## 歷任部長[3]
所屬政黨
  無黨籍 (1)
  民主黨 (21)
  共和黨 (19)
狀態
| 序號 | 肖像                          | 姓名                        | 籍貫州       | 就任日期       | 離任日期       | 總統 | 總統                                |
| ---- | ----------------------------- | --------------------------- | ------------ | -------------- | -------------- | ---- | ----------------------------------- |
| 1    |                               | 威廉·瑞德菲                 | 紐約州       | 1913年3月5日   | 1919年10月31日 |      | 伍德羅·威爾遜 (1913年—1921年)       |
| 2    |                               | 喬舒亞·威利斯·亞歷山大      | 密蘇里州     | 1919年12月16日 | 1921年3月4日   |      | 伍德羅·威爾遜 (1913年—1921年)       |
| 3    |                               | 赫伯特·胡佛                 | 加利福尼亞州 | 1921年3月5日   | 1928年8月21日  |      | 沃伦·盖玛利尔·哈定 (1921年—1923年)  |
| 3    | 卡爾文·柯立芝 (1923年—1929年) | 赫伯特·胡佛                 | 加利福尼亞州 | 1921年3月5日   | 1928年8月21日  |      |                                     |
| 4    |                               | 威廉·費爾菲爾德·懷廷        | 麻薩諸塞州   | 1928年8月22日  | 1929年3月4日   |      |                                     |
| 5    |                               | 羅伯特·帕特森·拉蒙特        | 伊利諾州     | 1929年3月5日   | 1932年8月7日   |      | 赫伯特·胡佛 (1929年—1933年)         |
| 6    |                               | 羅伊·戴克曼·查平            | 密歇根州     | 1932年8月8日   | 1933年3月3日   |      | 赫伯特·胡佛 (1929年—1933年)         |
| 7    |                               | 丹尼爾·卡爾霍恩·羅珀        | 南卡羅來納州 | 1933年3月4日   | 1938年12月23日 |      | 富蘭克林·D·羅斯福 (1933年—1945年)   |
| 8    |                               | 哈里·霍普金斯               | 紐約州       | 1938年12月24日 | 1940年9月18日  |      | 富蘭克林·D·羅斯福 (1933年—1945年)   |
| 9    |                               | 傑西·霍爾曼·瓊斯            | 德克薩斯州   | 1940年9月19日  | 1945年3月1日   |      | 富蘭克林·D·羅斯福 (1933年—1945年)   |
| 10   |                               | 亨利·阿加德·華萊士          | 愛荷華州     | 1945年3月2日   | 1946年9月20日  |      | 富蘭克林·D·羅斯福 (1933年—1945年)   |
| 10   | 哈里·S·杜魯門 (1945年—1953年) | 亨利·阿加德·華萊士          | 愛荷華州     | 1945年3月2日   | 1946年9月20日  |      |                                     |
| –    |                               | 阿爾弗雷德·辛德勒 代理      | 密蘇里州     | 1946年9月20日  | 1946年10月7日  |      |                                     |
| 11   |                               | 威廉·埃夫里爾·哈里曼        | 紐約州       | 1946年10月7日  | 1948年4月22日  |      |                                     |
| 12   |                               | 查爾斯·W·索耶               | 俄亥俄州     | 1948年5月6日   | 1953年1月20日  |      |                                     |
| 13   |                               | 冼奇·威克斯                 | 麻薩諸塞州   | 1953年1月21日  | 1958年11月10日 |      | 德懷特·D·艾森豪威爾 (1953年—1961年) |
| -    |                               | 刘易斯·斯特劳斯             | 紐約州       | 1958年11月13日 | 1959年6月30日  |      | 德懷特·D·艾森豪威爾 (1953年—1961年) |
| 14   |                               | 費德烈·亨利·梅拿            | 密歇根州     | 1959年6月30日  | 1959年8月10日  |      | 德懷特·D·艾森豪威爾 (1953年—1961年) |
| 14   | 1959年8月10日                 | 費德烈·亨利·梅拿            | 密歇根州     | 1961年1月19日  |                |      | 德懷特·D·艾森豪威爾 (1953年—1961年) |
| 15   |                               | 路德·哈特韋爾·霍奇斯        | 北卡羅來納州 | 1961年1月21日  | 1965年1月15日  |      | 約翰·F·甘迺迪 (1961年—1963年)       |
| 15   | 林登·B·詹森 (1963年—1969年)   | 路德·哈特韋爾·霍奇斯        | 北卡羅來納州 | 1961年1月21日  | 1965年1月15日  |      |                                     |
| 16   |                               | 約翰·托馬斯·康納            | 新澤西州     | 1965年1月18日  | 1967年1月31日  |      |                                     |
| 17   |                               | 亞歷山大·特勞布里奇         | 紐約州       | 1967年1月31日  | 1967年6月14日  |      |                                     |
| 17   | 1967年6月14日                 | 亞歷山大·特勞布里奇         | 紐約州       | 1968年3月1日   |                |      |                                     |
| 18   |                               | 賽勒斯·羅利特·史密斯        | 紐約州       | 1968年3月6日   | 1969年1月19日  |      |                                     |
| 19   |                               | 莫里斯·斯坦斯               | 紐約州       | 1969年1月21日  | 1972年2月15日  |      | 理查德·尼克森 (1969年—1974年)       |
| 20   |                               | 彼得·喬治·彼得森            | 伊利諾州     | 1972年2月29日  | 1973年2月1日   |      | 理查德·尼克森 (1969年—1974年)       |
| 21   |                               | 弗雷德里克·貝利·登特        | 南卡羅來納州 | 1973年2月2日   | 1975年3月26日  |      | 理查德·尼克森 (1969年—1974年)       |
| 21   | 傑拉爾德·福特 (1974年—1977年) | 弗雷德里克·貝利·登特        | 南卡羅來納州 | 1973年2月2日   | 1975年3月26日  |      |                                     |
| 22   |                               | 羅傑斯·莫頓                 | 馬里蘭州     | 1975年5月1日   | 1976年2月2日   |      |                                     |
| 23   |                               | 艾略特·理查德森             | 麻薩諸塞州   | 1976年2月2日   | 1977年1月20日  |      |                                     |
| 24   |                               | 冉尼塔·克雷普斯             | 北卡羅來納州 | 1977年1月23日  | 1979年10月31日 |      | 吉米·卡特 (1977年—1981年)           |
| –    |                               | 小盧瑟·哈特韋爾·霍奇斯 代理 | 北卡羅來納州 | 1979年10月31日 | 1980年1月9日   |      | 吉米·卡特 (1977年—1981年)           |
| 25   |                               | 菲利普·克魯茲尼克           | 伊利諾州     | 1980年1月9日   | 1981年1月20日  |      | 吉米·卡特 (1977年—1981年)           |
| 26   |                               | 小馬爾科姆·博爾德里奇       | 康乃狄克州   | 1981年1月20日  | 1987年7月25日  |      | 羅納德·雷根 (1981年—1989年)         |
| –    |                               | 巴德·布朗 代理              | 俄亥俄州     | 1987年7月25日  | 1987年10月19日 |      | 羅納德·雷根 (1981年—1989年)         |
| 27   |                               | 小卡爾文·威廉·維里蒂        | 俄亥俄州     | 1987年10月19日 | 1989年1月30日  |      | 羅納德·雷根 (1981年—1989年)         |
| 28   |                               | 羅伯特·莫斯巴赫             | 德克薩斯州   | 1989年1月31日  | 1992年1月15日  |      | 喬治·H·W·布希 (1989年—1993年)       |
| –    |                               | 羅克韋爾·A·施納貝爾 代理    | 加利福尼亞州 | 1992年1月15日  | 1992年2月27日  |      | 喬治·H·W·布希 (1989年—1993年)       |
| 29   |                               | 芭芭拉·富蘭克林             | 賓夕法尼亞州 | 1992年2月27日  | 1993年1月20日  |      | 喬治·H·W·布希 (1989年—1993年)       |
| 30   |                               | 罗纳德·布朗                 | 紐約州       | 1993年1月20日  | 1996年4月3日   |      | 比爾·柯林頓 (1993年—2001年)         |
| –    |                               | 瑪麗·洛·古德 代理           | 德克薩斯州   | 1996年4月3日   | 1996年4月12日  |      | 比爾·柯林頓 (1993年—2001年)         |
| 31   |                               | 米奇·坎特                   | 田納西州     | 1996年4月12日  | 1997年1月21日  |      | 比爾·柯林頓 (1993年—2001年)         |
| 32   |                               | 威廉·米高·戴利              | 伊利諾州     | 1997年1月30日  | 2000年7月19日  |      | 比爾·柯林頓 (1993年—2001年)         |
| –    |                               | 羅伯特·L·馬利特 代理        | 德克薩斯州   | 2000年7月19日  | 2000年7月21日  |      | 比爾·柯林頓 (1993年—2001年)         |
| 33   |                               | 诺曼·峰田                   | 加利福尼亞州 | 2000年7月21日  | 2001年1月20日  |      | 比爾·柯林頓 (1993年—2001年)         |
| 34   |                               | 唐纳德·埃文斯               | 德克薩斯州   | 2001年1月20日  | 2005年2月7日   |      | 喬治·W·布希 (2001年—2009年)         |
| 35   |                               | 卡洛斯·古铁雷斯             | 佛羅里達州   | 2005年2月7日   | 2009年1月20日  |      | 喬治·W·布希 (2001年—2009年)         |
| –    |                               | 奧托·J·沃爾夫 代理          |              | 2009年1月20日  | 2009年3月26日  |      | 巴拉克·歐巴馬 (2009年—2017年)       |
| 36   |                               | 駱家輝                      | 華盛頓州     | 2009年3月26日  | 2011年8月1日   |      | 巴拉克·歐巴馬 (2009年—2017年)       |
| –    |                               | 丽贝卡·布兰克 代理          | 明尼蘇達州   | 2011年8月1日   | 2011年10月21日 |      | 巴拉克·歐巴馬 (2009年—2017年)       |
| 37   |                               | 约翰·布赖森                 | 紐約州       | 2011年10月21日 | 2012年6月11日  |      | 巴拉克·歐巴馬 (2009年—2017年)       |
| –    |                               | 丽贝卡·布兰克 代理          | 明尼蘇達州   | 2012年6月11日  | 2013年6月1日   |      | 巴拉克·歐巴馬 (2009年—2017年)       |
| –    |                               | 卡梅倫·克里 代理            | 麻薩諸塞州   | 2013年6月1日   | 2013年6月26日  |      | 巴拉克·歐巴馬 (2009年—2017年)       |
| 38   |                               | 潘妮·普利茨克               | 伊利諾州     | 2013年6月26日  | 2017年1月20日  |      | 巴拉克·歐巴馬 (2009年—2017年)       |
| –    | 懸缺                          | 懸缺                        | 懸缺         | 2017年1月20日  | 2017年2月28日  |      | 唐納·川普 (2017年—2021年)           |
| 39   |                               | 威尔伯·罗斯                 | 佛羅里達州   | 2017年2月28日  | 2021年1月20日  |      | 唐納·川普 (2017年—2021年)           |
| –    |                               | 永利·柯金斯 代理            | 維吉尼亞州   | 2021年1月20日  | 2021年3月3日   |      | 喬·拜登 (2021年—2025年)             |
| 40   |                               | 吉娜·雷蒙多                 | 羅德島州     | 2021年3月3日   | 2025年1月20日  |      | 喬·拜登 (2021年—2025年)             |
| –    |                               | 傑里米·佩爾特 代理          | 馬里蘭州     | 2025年1月20日  | 2025年2月21日  |      | 唐納·川普 (2025年—至今)             |
| 41   |                               | 霍華德·盧特尼克             | 紐約州       | 2025年2月21日  | 現任           |      | 唐納·川普 (2025年—至今)             |

## 歷史沿革
美國商務部長一職源自於美國商務與勞工部的改組。1903年2月14日，美國國會通過法案設立商務與勞工部，統籌商業及勞工事務，由商務與勞工部長負責領導。隨著美國工業化與國際貿易的快速發展，勞工政策與商務管理的職能差異日益明顯，國會於1913年3月4日通過法案，將商務與勞工部分拆為獨立的美國商務部與美國勞工部，並分別設立商務部長與勞工部長職位。
自成立以來，商務部長的職責多次調整。早期的商務部主要負責國內工商事務、海運及人口統計工作，二戰期間，部長職位在戰時經濟動員與資源分配中扮演重要角色。冷戰時期，隨著國際經貿環境變化，部長的工作重心逐漸擴展至科技政策、出口管制及促進國際貿易。
1970年，國家海洋和大氣管理局（NOAA）成立並劃歸商務部，進一步擴大了商務部長在科學研究與環境監測領域的職權。21世紀以來，全球化與數位經濟的發展使商務部長在國際貿易談判、知識產權保護及創新政策制定方面的重要性顯著提升。
歷任商務部長中，有多人在任後進入更高層級的政治職位，例如赫伯特·胡佛於1928年辭職競選並當選為美國總統；诺曼·峰田則在擔任商務部長後轉任美國運輸部長。部長職位的政治與經濟影響力，隨著美國經濟結構和全球經濟格局的變化而持續演變。

## 任命程序
美國商務部長由美國總統提名，須經美國參議院依據《美國憲法》第二條第二款的「建議與同意」程序確認後正式任命。被提名人通常需出席美國參議院商務、科學和交通委員會的公開聽證會，接受有關其專業背景、政策立場、利益衝突及資產申報等方面的質詢。
商務部長的任期並無固定年限，依照慣例，部長將隨任命其的總統任期而去留，但總統亦可在任期中隨時更換部長。若商務部長職位出缺，總統可根據《美國聯邦空缺改革法案》委任代理部長，其任期通常不得超過210日，除非另有法律例外。
歷史上，多數商務部長均獲參議院順利確認，但亦有提名人因政治爭議、背景審查或政策分歧而撤回提名或未能獲得多數支持。例如，1987年雷根總統提名的C·威廉·維里提雖最終獲得通過，但其商界背景與利益衝突問題曾在聽證會上引發關注。